# Генрих III (император Священной Римской империи)
Ге́нрих III (Генрих Чёрный; нем. Heinrich III; 28 октября 1016, Бавария — 5 октября 1056[…], Бодфельд, Саксония-Анхальт) — король Германии с 1039 года, император Священной Римской империи с 1046 года, герцог Баварии в 1027—1042 годах под именем Генрих VI, герцог Швабии в 1039—1045 годах, король Бургундии с 1039 года из Франконской (Салической) династии, сын императора Конрада II и Гизелы Швабской, дочери Германа II, герцога Швабии.
Главной опорой Генриха III были министериалы и рыцарство. Его преданным советником и канцлером долгое время был Анно II, который после его смерти служил его сыну. Совершил поход в Италию в 1046—1047 годах, во время которого низложил трёх соперничавших пап; несколько раз назначал кандидатов на папский престол. Генрих III покровительствовал Клюнийской реформе, что способствовало усилению папской власти. Он поставил в зависимость от империи Чехию и Венгрию, подчинил герцога Лотарингского. Генрих III раздавал лены (светские) за деньги, чем настроил против себя ряд светских феодалов.

## Биография

### Первые годы правления
После смерти Конрада II избранный и коронованный Генрих III был признан в Германии, Италии и Бургундии.
Князь Бржетислав Богемский воспользовался волнениями в Польше и сменой власти в Германии, чтобы напасть на Польшу. Краков был разграблен, многие поляки были уведены в плен, а прах св. Адальберта перенесен из Гнезно в Прагу. Навстречу армии короля Генриха, которая должна была покарать за этот набег, Бржетислав послал в качестве заложника своего сына с обещанием самому прибыть для принесения присяги. В 1040 году Генрих выступил в поход против нарушившего слово князя, но потерпел поражение в Богемском лесу, так как Бржетислав получил подкрепление от венгров. В 1041 году король ещё раз тремя армиями, с севера, запада и юга, выступил против Богемии. Когда войска встали под Прагой, Бржетислав покорился. В покаянных одеждах он принес присягу в Регенсбурге, заплатил штраф в 4000 марок золотом и был пожалован в качестве ленов Богемией и двумя польскими областями — вероятно, частью Силезии с Бреслау. Впредь он на всю жизнь сохранил верность Генриху III, часто бывал при дворе и поддерживал его военные мероприятия.
Осенью 1042 года Генрих двинулся против Абу Шамуэля, вторгшегося ранее (в феврале 1042 года) в имперские земли на Дунае. После разрушения Дойч-Альтенбурга и Пресбурга Генрих продвинулся до Грана, но прочного успеха ответный удар не имел. В 1043 году Генрих, несмотря на двукратное предложение Абы заключить мир, ещё раз двинул против него войска южнее Дуная. Перед укреплениями венгров на Рабнице был заключен договор, по которому немцам передавали пленных и, вероятно, вопреки желанию Абы, возвращали уступленную в 1031 году территорию между Фишей и Лейтой. Непокорность Абы и раздражение против него венгерских князей позволили Генриху в 1044 году ещё раз выступить против него с баварскими и богемскими войсками. Он обошёл венгерские укрепления на Рабнице и перешёл Раб у Менфё, где наголову разбил численно превосходящие силы венгров. Народ покорился германскому королю, который в Штульвейсенбурге восстановил у власти бывшего короля Петра: Аба предстал перед судом немцев и венгров, был признан виновным и казнен. На Троицу 1045 года Генрих ещё раз прибыл в Штульвейсенбург, где Пётр вручил ему как своему сюзерену позолоченное копье, после того как венгерские магнаты обязались быть верными германскому королю и его наследникам.

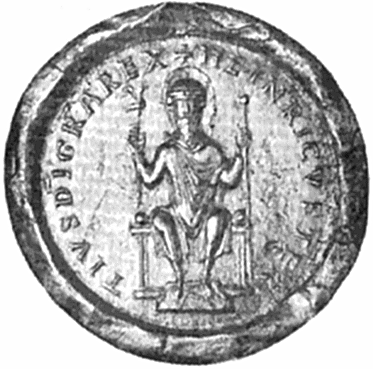
Печать Генриха III.

Уже само развертывание рыцарского войска Генриха в 1045 году вынудило лютичей, которые беспокоили саксонскую границу, возобновить выплату дани. Изгнанный в 1034 году князь Казимир смог, вероятно, с немецкой помощью, получить обратно Польшу. В 1046 году он вместе с князьями Померании и Богемии присягнул на верность германскому королю, и, таким образом, в первые же годы правления Генриха оказался восстановлен сюзеренитет над всеми восточными соседями.
Бракосочетание Генриха с Агнессой, дочерью герцога Аквитании и Пуату Вильгельма V, должно было послужить сохранению мира на западе и обеспечению власти Генриха над Бургундией и Италией. На встрече под Ивуа на Шьере Генрих I Французский, видимо, неохотно дал согласие на этот брак. Обручение состоялось в Безансоне, коронация — в Майнце, а свадебные торжества прошли вслед за этим, в ноябре 1043 года, в Ингельгейме. Протесты аббата Зигфрида Горцского по поводу близкого родства вступающих в брак — оба были потомками Генриха I — не были приняты во внимание. Римский папа Бенедикт IX, подчинившийся королю Генриху точно так же, как подчинялся его отцу, через двух своих легатов санкционировал не соответствующий канонам брак Генриха.

### Первый итальянский поход (1046—1047)

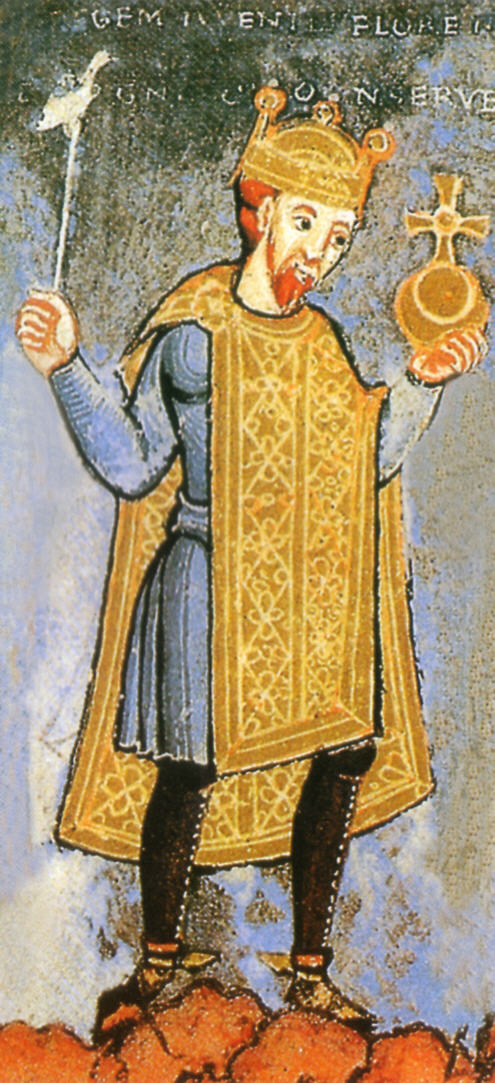
Генрих III. Миниатюра (ок. 1040 г.).

Обеспечив осенью 1046 года мир в стране и на границах, Генрих отправился в Италию. В Павии 24 октября 1046 года он провел с ломбардскими, немецкими и бургундскими епископами синод, на котором был обнародован всеобщий запрет симонии.
В это время на папском престоле оказались одновременно два папы: Сильвестр III и Григорий VI. Первый был избран вместо изгнанного римлянами Бенедикта IX, второй откупил за 1000 марок папскую тиару у того же Бенедикта. Григорий VI, купивший за деньги «апостольский престол», слыл клюнийцем и оправдывал свой поступок благородными намерениями «реформировать Римскую церковь». Он хотел заручиться поддержкой Генриха III и встретил его у Пьяченцы, чтобы сопровождать в Рим и возложить на его голову императорскую корону. Но Генрих III, зарекомендовавший себя поборником церковной реформы, сообразуясь с «общественным мнением», решил передать дело о папской тиаре на суд церковного синода, который состоялся в Сутри 20 декабря 1046 года. Неканоническое возведение на папский престол Григория VI дало Генриху основание к тому, чтобы заставить синод в Сутри низложить его вместе с изгнанным полтора года назад Сильвестром III. Во избежание беспорядков плененный Генрихом Григорий VI должен был следовать в Германию; его сопровождал монах Гильдебранд (будущий папа Григорий VII). Через три дня синод в Риме высказался за смещение Бенедикта IX, пытавшегося восстановить свои права, в связи с его противозаконным отречением от папского престола и, после отказа от предложенного сана архиепископа Адальберта Бременского и по его совету, возвел на престол святого Петра под именем Климента II сакса, епископа Суитгера Бамбергского. На следующий день, 25 декабря он принял посвящение в сан и совершил императорскую коронацию Генриха и его супруги.
Генрих III считал Гвемара IV, владевшего Салерно и Капуей и присвоившего себе титул герцога Апулии и Калабрии, слишком сильным и самостоятельным. В феврале 1047 года в Капуе император принял клятву верности и богатые дары от двух лангобардских князей — Гвемара IV Салернского и Пандульфа IV Капуанского. При этом он запретил Гвемару титуловаться герцогом Апулии и Калабрии, а Пандульфа за дополнительную большую денежную сумму восстановил в качестве ленного владетеля Капуи. Одновременно Генрих принял вассальную клятву от двух норманнских графов — Дрого Отвиля Апулийского и Райнульфа II Аверсского, уравняв, таким образом, их ранг в феодальной иерархии с лангобардскими князьями. Беневент не открыл Генриху свои ворота и после тщетной осады был отлучен от церкви Климентом II, который сопровождал императора в Южной Италии.

### Войны с Венгрией
С 1050 года начались многочисленные приграничные войны с Венгрией. В начале 1050 года в Венгрию вторгся отряд регенсбургского епископа Гебхарда. В ответ на это венгерский король Андраш I послал войско в Австрию, а затем безуспешно попытался помешать возведению замка Хайнбург на границе с Венгрией. В конце лета 1051 и в 1052 году император Генрих совершил безуспешные походы в Венгрию. Условия мира 1052 года, посредником в заключении которого выступил папа Лев IX, после ухода немецких войск королём Андрашем не выполнялись. К Андрашу бежал породнившийся с ним герцог Конрад Баварский, которого лишили герцогства, обвинив в государственной измене из-за его распрей с епископом Регенсбургским. Конрад подстрекал венгров к вторжению в Карантанскую марку. Но после его смерти в 1055 году король Андраш стал вновь искать дружбу с императором. Об установлении мирных отношений короля Андраша I c Германией свидетельствовали обручение (1058) и брак дочери Генриха III и сына Андраша — Шаламона, которого король короновал в 1057 году, а Белу (брата короля Андраша) — заставил отказаться от короны на свидании в Варскони в том же году.

### Второй итальянский поход

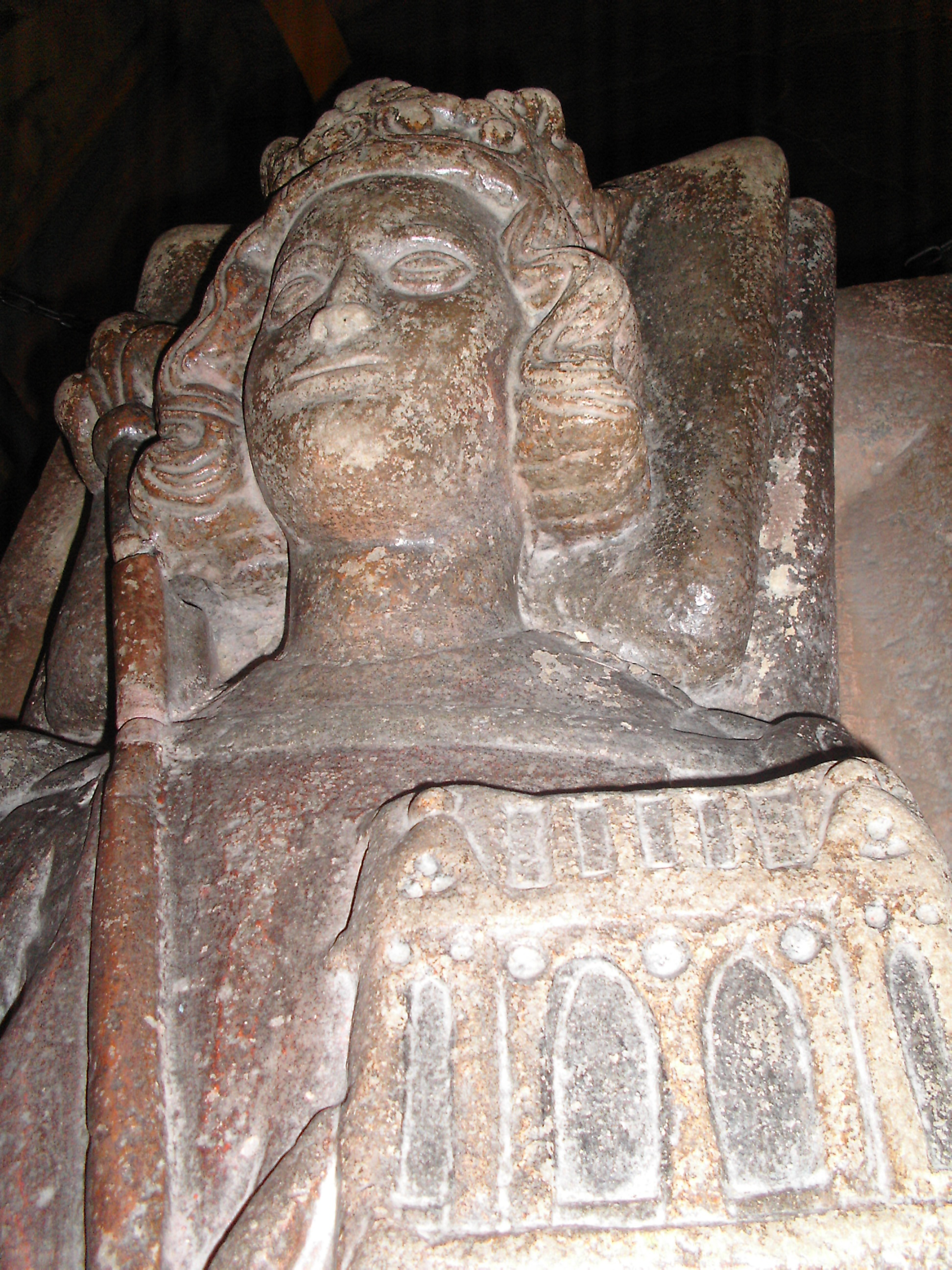
Посмертное надгробие Генриха III.

Весной 1055 года император отправился в Италию во второй раз. Вместе с новым папой Виктором II и 120 епископами он провел в июне собор во Флоренции, на котором запретил отчуждение церковного имущества и призвал некоторых епископов к ответу за симонию и нарушение целибата. Император и папа оставались вместе до конца года. В планах Генриха оставалось утверждение его власти над домом Каносса. Готфрид Лотарингский бежал из Италии в Германию, плененных Беатрису Тосканскую (его жену) и её дочь Матильду император увез с собой. Он и уполномоченные им посланцы во многих местах вершили свой суд. Благодаря первым городским привилегиям император поддержал города в борьбе против высшей знати и тем самым привлек их на свою сторону. Их поддержкой впоследствии пользовался и Генрих IV. Важные связи император установил благодаря помолвке своего сына с Бертой, дочерью графа Туринского.

### Семья
- С 1036 года — Гунхильда Датская (1019 — 18 июля 1038), дочь Кнуда Великого, короля Дании, Англии и Норвегии.
  - Беатриса[англ.] (1037 — 13 июля 1061), аббатиса Кведлинбурга и Гандерсгеймского монастыря с 1043/1044 года.
- С 1043 года — Агнеса де Пуатье (ок. 1024 — 14 декабря 1077), дочь Гильома V Великого, герцога Аквитании.
  - Адельгейда[англ.] (1045 — 11 января 1096), аббатиса Гандерсгеймского монастыря с 1061 года, аббатиса Кведлинбурга с ок. 1063 года;
  - Гизела (1047 — 6 мая 1053);
  - Матильда[англ.] (октябрь 1048 — 12 мая 1060), муж: с 1059 Рудольф Рейнфельденский (ок. 1025 — 15/16 октября 1080), герцог Швабии с 1057 года, антикороль Германии с 1077 года;
  - Генрих IV (11 ноября 1050 — 7 августа 1106), император Священной Римской империи с 1056 года;
  - Конрад II (ок. сентябрь 1052 — 10 апреля 1055), герцог Баварии с 1054 года;
  - Юдит (лето 1054 — 14 марта 1092/1096), 1-й муж: с 1063 Шаламон (1052 — 26 сентября 1087), король Венгрии (1063—1074); 2-й муж: с 1089 Владислав I Герман (1043 — 4 июня 1102), князь Польши с 1079 года.